# Bisdom Brescia
Het Italiaanse bisdom Brescia (Latijn: Dioecesis Brixiensis, Italiaans: Diocesi di Brescia) heeft haar zetel in Brescia in Lombardije. Het rooms-katholieke bisdom behoort tot de kerkprovincie van het aartsbisdom Milaan. Waarschijnlijk werd het aan het eind van de 3e eeuw gesticht. Als eerste bisschop geldt Clateus van Brescia die martelaar werd onder keizer Nero (zie ook de Lijst van bisschoppen van Brescia). Sinds 2017 is Pierantonio Tremolada de 120e bisschop van Brescia.
In 1980 telde het bisdom een miljoen inwoners, waarvan 96,7% katholiek was. Het aantal priesters bedroeg 1.223. In 2004 telde het bisdom 1.074.389 inwoners, waarvan 968.389 katholieken (90%). Het aantal priesters was toen 1.084.  
De oude kathedraal van Brescia werd gebouwd in de 11e en 12e eeuw, de eraan vastliggende nieuwe kathedraal dateert grotendeels uit het begin van de 17e eeuw. 
Uit het bisdom Brescia is een groot aantal heiligen afkomstig, onder andere Daniel Comboni (geboren in Limone sul Garda) en de stichteres van de Ursulinen Angela Merici (geboren in Desenzano del Garda). Paus Paulus VI werd in het bisdom geboren. Het aantal heiligen bedraagt 42 (in 2005) en het aantal zaligen bedraagt 13. Twintig christenen dragen de titel "eerbiedwaardige dienaar Gods" of "dienaar Gods" (stand december 2005).

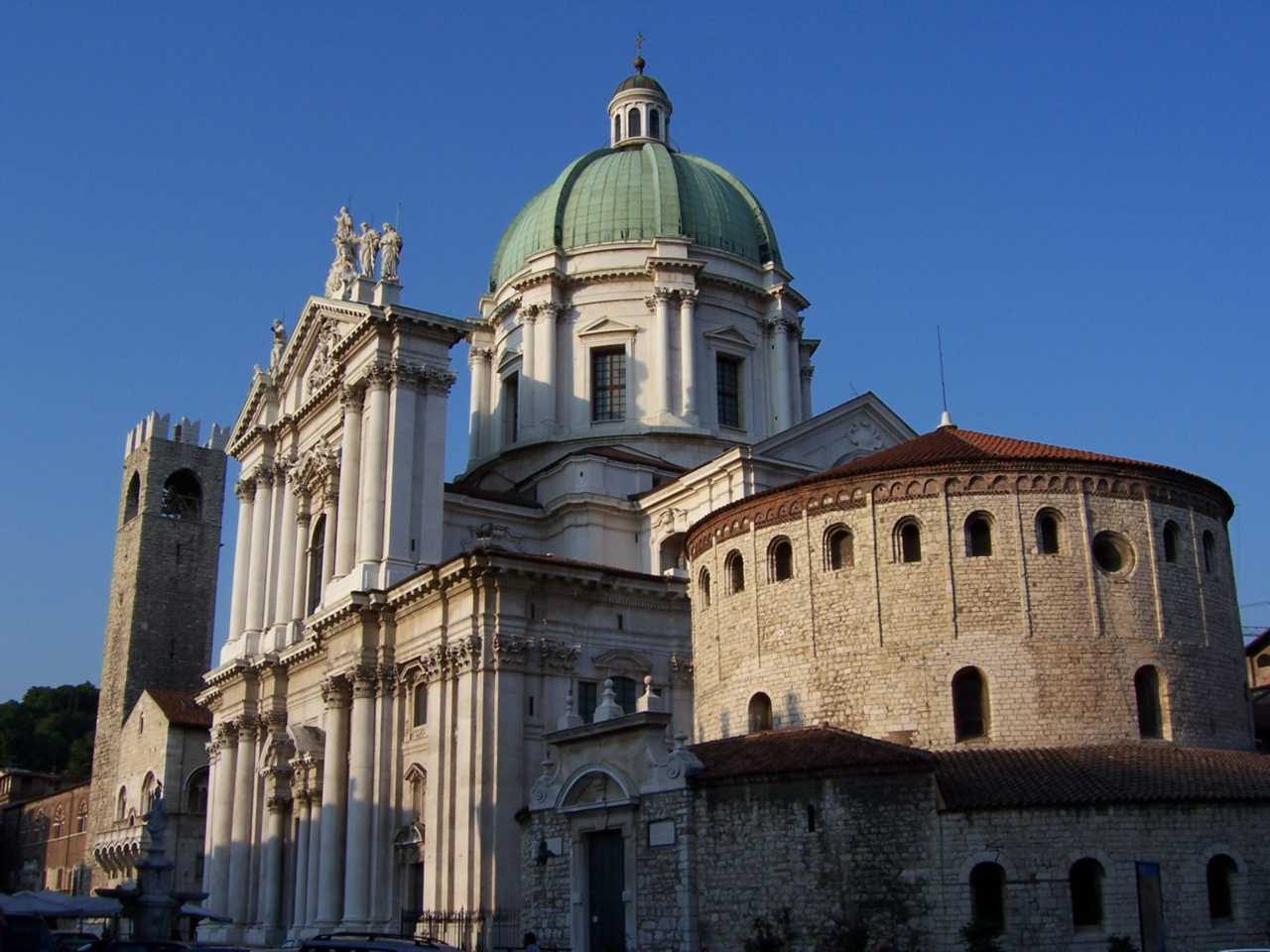
Kathedraal van Brescia
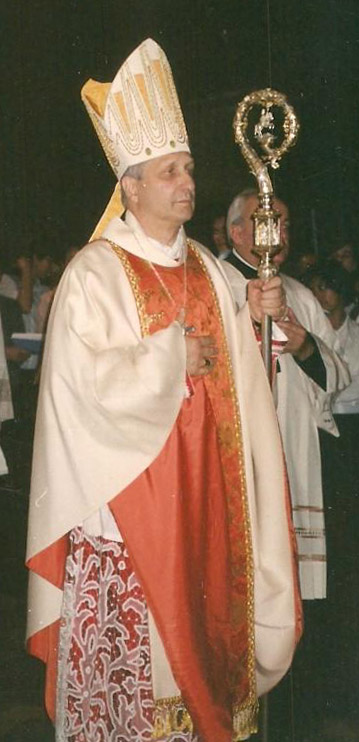
Bisschop emeritus Luciano Monari